# Puerto Rico International (бадмінтон)
Puerto Rico International — щорічний міжнародний бадмінтонний турнір, який проходить у Пуерто-Рико з 1995 року. 

## Переможці
| Рік  | Чоловічий одиночний | Жіночий одиночний | Чоловічий парний                     | Жіночий парний                   | Змішаний парний                   |
| ---- | ------------------- | ----------------- | ------------------------------------ | -------------------------------- | --------------------------------- |
| 1995 | Кеннет Еріксен      | Лінда Френч       | Тьїтте Вейстра Космін Іоан           | Рой Пол, мл. Пол Лейоу           | Лінда Френч Кеті Ціммерман        |
| 1999 | Педро Янг           | Найджелла Сондерс | Рой Пол, мл. Роберт Річардс          | Не проводився                    | Рой Пол, мл. Найджелла Сондерс    |
| 2001 | Тьїтте Вейстра      | Аньєзе Аллегріні  | Тьїтте Вейстра Космін Іоан           | Фелісіті Голлуп Джоанн Маггерідж | Тьїтте Вейстра Лорена Бланко      |
| 2002 | Петер Расмуссен     | Деніз Жюльєн      | Tony Gunawan Bob Malaythong          | Фелісіті Голлуп Джоанн Маггерідж | Tony Gunawan Mesinee Mangkalakiri |
| 2007 | Хосе Антоніо Креспо | Лусія Тавера      | Гільєрме Кумасака Гільєрме Пардо     | Дженніфер Коулмен Лорен Тодт     | Андрес Корпанчо Валерія Ріверо    |
| 2008 | Кевін Кордон        | Вікторія Монтеро  | Антоніо де Вінатеа Мартін дель Вальє | Клаудія Сорноса Катеріне Віндер  | Андрес Корпанчо Катеріне Віндер   |
| 2009 | Кевін Кордон        | Анна Райс         | Кевін Кордон Родольфо Рамірес        | Крістіна Айкарді Клаудія Ріверо  | Бруно Монтеверде Клаудія Ріверо   |
| 2010 | Wisnnu Putro        | Аньєзе Аллегріні  | Toby Ng Джон Вандервет               | Ніколь Гретер Шармен Рід         | Holvy Depauw Грейс Пенг           |